# Harpactea mcheidzeae
Harpactea mcheidzeae är en spindelart som beskrevs av Peter Mikhailovitch Dunin 1992. Harpactea mcheidzeae ingår i släktet Harpactea och familjen ringögonspindlar. Inga underarter finns listade i Catalogue of Life.